# Homenaje a Rambal
El Homenaje a Rambal es una escultura situada en la ciudad asturiana de Gijón, en el norte de España. Se trata de una de las más de cien esculturas, monumentos y obras de arte que adornan sus calles. Está erigida en la plaza Arturo Arias, conocida popularmete como El lavaderu, en el barrio de Cimadevilla, casco histórico de la ciudad.

## Descripción
La pieza escultórica, creada por Miguel Arrontes en bronce, es un homenaje a Rambal, artista transformista y luchador en favor de los derechos LGBT que murió asesinado en Gijón, causando una gran conmoción en la sociedad de la época pues era una persona muy querida en la ciudad. Fue inaugurada el 22 de abril de 2023 y está situada enfrente de la casa en la que vivía, en ella se le muestra levantando un caldero con ropa, representando una de las fotografías más icónicas que se conservan del artista. Se realizó un acto de inauguración organizado por la Fundación Municipal de Cultura y la Asociación de Vecinos de Cimadevilla al que asistieron cientos de personas además de otras personalidades como el artista Rodrigo Cuevas o la propia hermana de Rambal, Rosa.